# Valdemarsmuren
Valdemarsmuren var en mere end tre kilometer lang, over seks meter høj og cirka 2,5 meter tyk mur af munkesten, beliggende vest for landsbyen Dannevirke i Sydslesvig i det nordlige Tyskland, som indgik i forsvarsværket Dannevirke i det daværende sydlige Jylland. Kong Valdemar den Store befæstede dele af Danevirkes hovedvold i anden halvdel af 1100-tallet med denne mur, for at forsvare sig mod fjender fra syd. 
Muren opførtes blandt andet af teglsten, som her blev anvendt for første gang i datidens Danmark. På toppen befandt sig en vægtergang, hvorfra der kunne holdes udkig gennem små skydeskår. Foran volden befandt sig en cirka 2,5 meter dyb og 15 meter bred grav. Det skønnes at Valdemarsmuren var en udbygning af en endnu ældre mur af kampesten, som menes at være opført allerede under Knud Lavard. Valdemarsmuren regnes for den sidste store forstærkning af Dannevirket. Senere blev der bygget Thyraborgen, der muligvis var en garnison for Dannevirkes forsvarere. 
I årene 2006/07 blev cirka 75 meter af muren ved Danevirke Museum udgravet og restaureret. Denne afsnit kan nu frit beses i landsbyen Dannevirke. I sommeren 2010 kunne arkæologerne ved museet lokalisere og udgrave den østlige ende af Valdemarsmuren fra 1170 . Ved samme udgravning fandt de med Vigledsdør eller Ka(r)legat også Hærvejens port gennem Dannevirke.
På ældre danske folkehøjskoler har det været almindeligt ved grundstensnedlæggelse at benytte en sten fra Valdemarsmuren.

## Galleri
- Valdemarsmuren som den så ud omkring 1160/1180
- Visualisering af Valdemarsmuren efter 1163
- Luftfoto af frilagt afsnit under restaurering, vest for Rødekro/Rothenkrug.
- Mursten
- Landskabsformation øst for Rødekro/Danevirke Museum